# Rob Britton
Robert Britton, noto come Rob Britton (Regina, 22 settembre 1984), è un ex ciclista su strada canadese. Ha ottenuto i principali risultati nel circuito UCI America Tour, vincendo in particolare il Tour of the Gila in due occasioni (nel 2015 e nel 2018) e il Tour of Utah 2017.

## Palmarès
- 2010 (Bissell Cycling, una vittoria)

1ª tappa McLane Pacific Classic
- 2011 (Bissell Cycling, una vittoria)

1ª tappa McLane Pacific Classic
- 2012 (Team H&R Block, una vittoria)

2ª tappa Tour de Bowness
- 2015 (Team SmartStop, una vittoria)

Classifica generale Tour of the Gila
- 2017 (Rally Cycling, tre vittorie)

5ª tappa Tour de Beauce (Saint-Georges > Saint-Georges)
3ª tappa Tour of Utah (Big Cottonwood Canyon, cronometro)
Classifica generale Tour of Utah
- 2018 (Rally Cycling, una vittoria)

Classifica generale Tour of the Gila
- 2019 (Rally UHC Cycling, una vittoria)

Campionati canadesi, Prova a cronometro

### Altri successi
- 2017 (Rally Cycling)

Classifica scalatori Tour of the Gila

## Piazzamenti

### Competizioni mondiali
- Campionati del mondo

Bergen 2017 - Cronometro Elite: 48º
Innsbruck 2018 - In linea Elite: 76º